# حملة رون ديسانتيس الرئاسية 2024

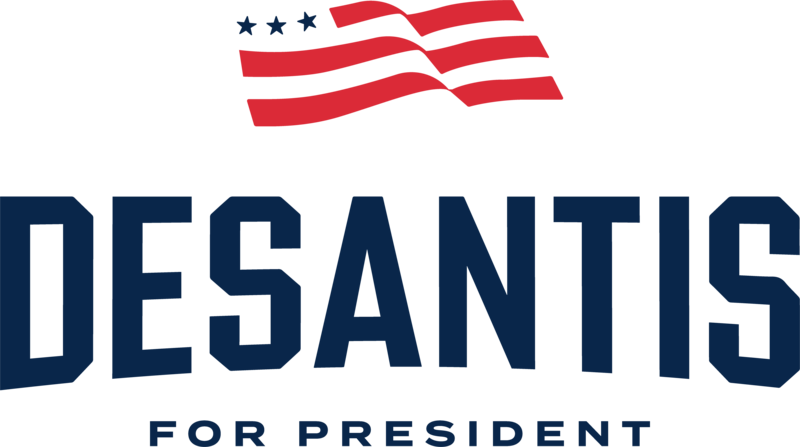
شعار الحملة

في 24 مايو 2023، أعلن رون ديسانتيس، الحاكم السادس والأربعون الحالي لفلوريدا، ترشيحه للانتخابات الرئاسية للولايات المتحدة لعام 2024. يسعى للحصول على ترشيح الحزب الجمهوري في الانتخابات التمهيدية الرئاسية لعام 2024.
ربح ديسانتيس الانتخابات لمجلس النواب الأمريكي في عام 2012 وأعيد انتخابه في 2014 و 2016. سعى الولايات المتحدة ماركو روبيو. والتمس مقعد ماركو روبيو في مجلس الشيوخ الأمريكي في عام 2016، وانسحب عندما أعلن روبيو أنه سيسعى لإعادة انتخابه. ، في عام 2018 ، تم انتخابه حاكمًا لفلوريدا ، وفاز بإعادة انتخابه في عام 2022. وصرح في البداية أنه لن يخوض الانتخابات الرئاسية لعام 2024 لكنه اختار ذلك لاحقًا. في اوائل عام 2023 ، بدأ جولة ترويج كتاب لمذكراته المنشورة حديثا The Courage to Be Free في الولايات الأمريكية التي تصوت مبكرًا.

## تنبؤات ما قبل الترشيح

### تخمينات مبكرة
بحلول يناير 2021، كان ديسانتيس مرشحًا محتملًا في الانتخابات الرئاسية لعام 2024. وقد تمت دعوته إلى اجتماع اللجنة الوطنية الجمهورية في يناير في جزيرة أميليا، على الرغم من تأييد الرئيس آنذاك دونالد ترامب في ذلك الوقت. في أكتوبر 2022، أشاد حاكم فلوريدا السابق جيب بوش بديسانتيس كمرشح محتمل لعام 2024، وفي فبراير 2023، كرر آماله في أن يترشح ديسانتيس، بينما كان يحتفظ به "يمدح، لا يؤيد" ديسانتيس.